# Пригородные поезда (фильм)
«Пригородные поезда» — французская кинокомедия с Луи де Фюнесом.

## Сюжет
Эмиль Дюран (Луи де Фюнес) — предприимчивый человек, изобретатель инсектицида. Он обеспечен, успешен и единственная его проблема — его сын Жерар (Роже Пьер), который влюблен в актрису бродячего театра, принадлежащего Сезару Беомине (Жан Ришар). Жерару настолько нравится театральная жизнь, что он бросает дом и отправляется гастролировать вместе с труппой. Эмиль никак не может повлиять на него. Тогда он решает хотя бы использовать ситуацию в коммерческих целях. Отныне театр помогает ему рекламировать изобретённый им препарат.